# Geschiedenis van Bhutan

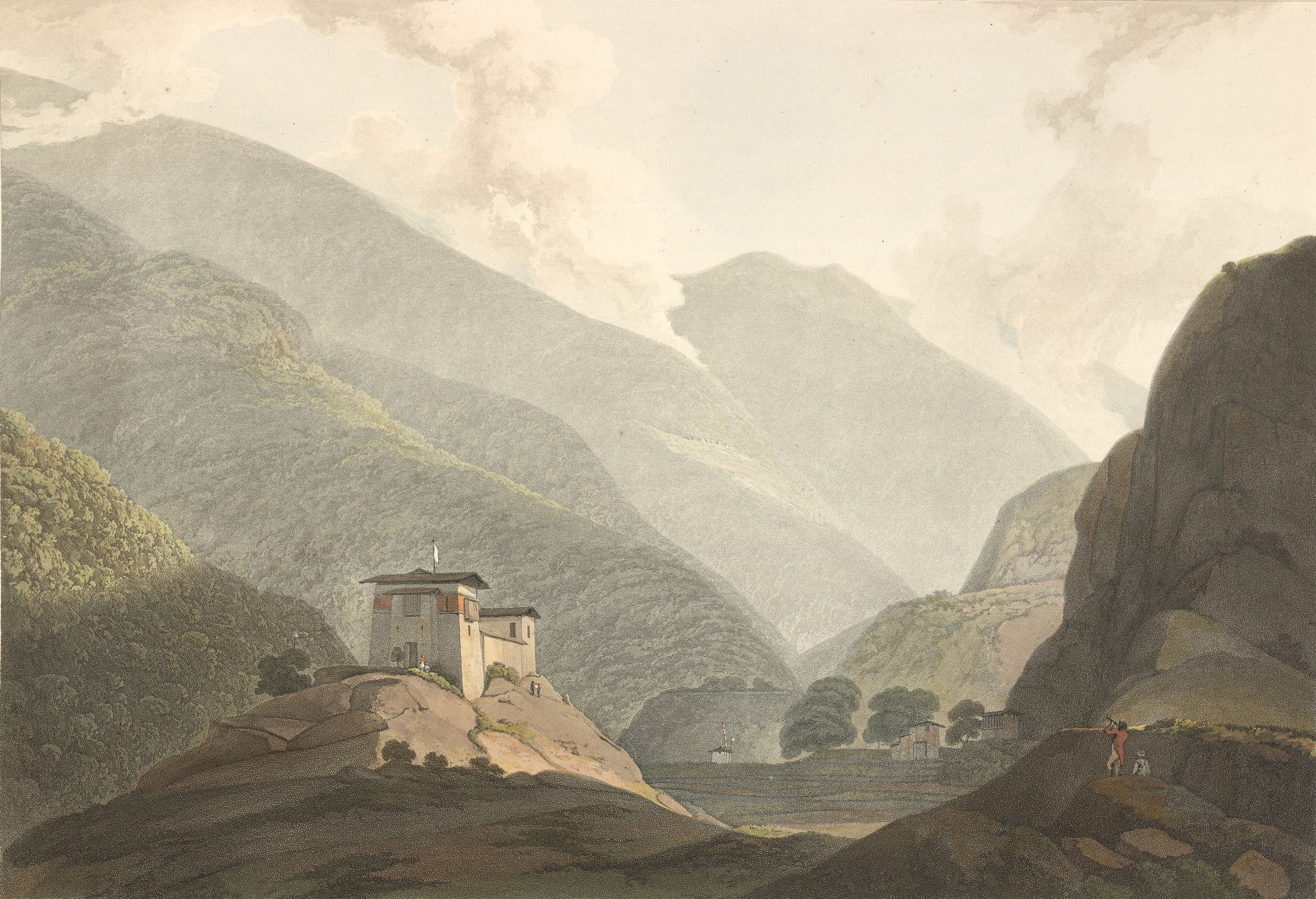
Uitzicht op Choka - Samuel Davis (1813), Views in Bootan

De geschiedenis van Bhutan omvat de ontwikkelingen op het grondgebied van de huidige staat Bhutan vanaf de prehistorie tot het heden. 
Over de vroege geschiedenis is weinig bekend. Uit archeologisch onderzoek blijkt wel dat al in 2000 v.Chr. nederzettingen in Bhutan voorkwamen. 
Tot de vroege bewoners behoorden de Monpa. Bhutan geraakte in de 7e eeuw na Chr. in de boeddhistische invloedssfeer vanuit Tibet. De legende vertelt dat de Tibetaanse koning en veroveraar Songtsen Gampo werd tegengewerkt door een enorme vrouwelijke demon, die zich over een groot gebied had neergevlijd. De koning besloot op elk belangrijk gewricht van de demon een boeddhistische tempel te bouwen, waaronder twee in Bhutan: de Kyichu Lhakhang in de Paro-vallei en de Jampey Lhakhang in de Bumthang-vallei. Daarmee werd de demon onschadelijk gemaakt.
Rond 750 kwam Padmasambhava (of Guru Rinpoche, "kostbare meester") naar Bhutan. Guru Rinpoche is de belangrijkste persoon uit de geschiedenis van Bhutan. Hij wordt door de Bhutanen als een heilige vereerd, omdat hij definitief het boeddhisme naar Bhutan bracht. Dat deed hij door in het hele land de lokale geesten te onderwerpen aan het boeddhisme. In de Bumthang-vallei, bij Jakar, lokte hij met magie een demon uit diens grot, veranderde zich in een Garoeda en onderwierp de demon door zijn klauwen in hem te zetten. Op deze plaats werd later een belangrijke tempel gebouwd, de Kuje Lhakhang. Door zijn handelen werd het boeddhisme snel populair in het land. Overal in Bhutan komt men tempeltjes tegen waar bijvoorbeeld een voetstap of een haar van Guru Rinpoche wordt bewaard. De legende vertelt dat Guru Rinpoche op de rug van een tijger landde op een berg in de Parovallei. Op die plek is nu het Tijgernestklooster gebouwd. Bhutan was in die tijd en lang daarna een versnipperd land, waar de plaatselijke vorsten de dienst uitmaakten. 
In 1616 vluchtte de abt van het Ralung klooster in Tibet naar Bhutan, na een religieus conflict. Door zijn grote religieuze gezag was deze Ngawang Namgyal in staat geheel Bhutan onder zijn leiding te verenigen. Hij gaf het land de naam: "Druk Yul": het land van de Druk (draak). Hij werd de eerste Shabdrung, heerser van Bhutan. Overal in het land liet hij dzongs, kloosterburchten, bouwen. Dat zijn grote ommuurde vestingen die werden gebruikt als bestuurlijk centrum en als tempel. Nu nog zijn de dzongs belangrijke bezienswaardigheden in Bhutan. In zijn tijd waren er ook militaire aanvallen vanuit Tibet, maar de Shabdrung wist ze allemaal af te slaan. In 1651 overleed de Shabdrung; zijn stoffelijke resten bevinden zich in de dzong van Punakha. Hierna versnipperde het land weer en brak regelmatig strijd uit tussen de verschillende Dzongs. Na verloop van tijd bleek Tongsa de sterkste. 
In 1907 laat de penlop van Tongsa, Ugyen Wangchuk, zich tot koning kronen. Ondertussen was het gebied vanuit India onder Britse invloed en gezag gekomen. In 1910 werd Bhutan een Brits protectoraat waarvan het Verenigd Koninkrijk de buitenlandse politiek bepaalde zonder zich echter in binnenlandse aangelegenheden te mengen. Na de onafhankelijkheid van India in 1947 volgde Bhutan in 1949. De huidige monarchie, zoals die in 1907 gesticht werd, bedrijft een politiek waarbij alleen de oorspronkelijke Bhutanen blijvend in Bhutan kunnen wonen. Circa 100.000 Nepalezen en Indiërs zijn naar aangrenzende landen gevlucht, dan wel verjaagd.
Geschiedenis van:
Afghanistan · 
Armenië · 
Azerbeidzjan · 
Bahrein · 
Bangladesh · 
Bhutan · 
Brunei · 
Cambodja · 
China · 
Filipijnen · 
Georgië · 
India · 
Indonesië · 
Irak · 
Iran · 
Israël · 
Japan · 
Jemen · 
Jordanië · 
Joodse Autonome Oblast · 
Kazachstan · 
Kirgizië · 
Koeweit · 
Korea (Noord-Korea, Zuid-Korea) · 
Laos · 
Libanon · 
Maldiven · 
Maleisië · 
Mongolië · 
Myanmar · 
Nepal · 
Oezbekistan · 
Oman · 
Oost-Timor · 
Pakistan · 
Palestina · 
Qatar · 
Rusland ·  
Saoedi-Arabië · 
Siberië · 
Singapore · 
Sri Lanka · 
Syrië · 
Tadzjikistan · 
Taiwan · 
Thailand · 
Tibet · 
Toeva · 
Turkije · 
Turkmenistan · 
Verenigde Arabische Emiraten · 
Vietnam · 
Xinjiang
Midden-Oosten · Centraal-Azië · Zuid-Azië
- Nationale Bibliotheek van Israël: 987007469797505171